# Леон Котарба
Леон Котарба (пол. Leon Kotarba) (26 травня 1924 — 18 листопада 1992) — польський державний і партійний діяч, дипломат, член парламенту ПНР VII і VIII скликань. Генеральний консул Польщі в Києві (1881—1882).

## Життєпис
З 15 лютого 1946 року член Польської робітничої партії. У 1946 році вступив до Спілки боротьби молодих. З вересня 1946 року він працював в Раді окружного комітету Спілки польської молоді в м. Ряшів, також працював у провінційній раді організації. У період з 15 березня 1946 по 31 травня 1946 року студент в провінційній школі ПОРП в Ряшів, в 1946—1947 інструктор в окружній Раді Союзу боротьби молоді Ряшева. У період 1947—1949, і з 3 жовтня 1949 року по 9 липня 1950 року студент в Центральній школі партії в Лодзі. З 1947 року він був головою окружної ради Спілки польської молоді і Асоціації польської молоді в Ярославлі, а в період з 1950 по 1954 роки очолював Регіональну раду Спілки польської молоді в Ряшеві. У ті ж роки він був членом виконавчого комітету партії (раніше служив у районному виконавчому комітеті партії в Ярославлі) і був радником провінційної ради. У 1957 році він вступив в обком Комуністичної партії в місті Ряшів. Він був інструктором, заступником начальника і начальником організаційного відділу ЦК.
з 1 вересня 1954 року по 31 січня 1957 року 2-річний слухач партійної школи при ЦК ПОРП у Варшаві. За професією економіст, отримав ступінь з економіки в Школі суспільних наук при ЦК ПОРП. У 1957—1958 роки був старшим інспектором відділу внутрішніх справ регіональної ради в Ряшеві.
У 1972 році був обраний другим секретарем, а з 19 травня 1975 року по 19 листопада 1980 років був першим секретарем ЦК ПОРП в м. Ряшів. З 1972 року він був заступником голови, а з червня 1975 року служив президентом. На VII з'їзді ПОРП він був обраний кандидатом в члени ЦК ПОРП від 12 грудня 1975 року по лютий 1980 року і в період з 15 лютого 1980 року по липень 1981 року він був членом ЦК.
У 1976 і 1980 роках він отримує мандат депутата парламенту ПНР VII і VIII. Він був членом Комісії з будівництва та промисловості будівельних матеріалів і Комітета із зайнятості та соціальних питань в ході сьомого терміну повноважень, під час восьмого терміну був членом комітету будівництва та промисловості будівельних матеріалів. У липні 1981 року він відмовився від свого мандату.
У 1981—1982 роках — був Генеральним консулом ПНР в Києві.
18 листопада 1992 року помер. Похований на кладовищі Wilkowyja в Ряшеві.